# Drosera subg. Thelocalyx
Drosera subg. Thelocalyx es un subgénero con dos especies del género Drosera. Ambas especies parecen ser muy similares y se confunden a menudo en el cultivo, ambas tienen hojas pequeñas dispuestas en roseta y son plantas anuales. Su distribución no se superpone, sin embargo, con D. burmannii en el sudeste de Asia y Australia y D. sessilifolia en Brasil, Guyana y Venezuela.
A pesar de que en la naturaleza crezcan a miles de kilómetros de distancia dada su proximidad genética son morfológicamente similares y comúnmente confundidas.
La Drosera burmannii es nativa de Australia y el sudeste asiático (Japón, China, etc.). Fue descripta por primera vez en 1737 por Johannes Burman, de quien toma su nombre, en un texto sobre la flora de Sri Lanka (en ese momento Ceilán). Sus hojas tiene forma de cuña y sus flores son típicamente blancas pero las hay rosadas.
La Drosera sessilifolia crece en parte de Brasil, Venezuela, Paraguay, partes de Perú y Bolivia y Norte de Argentina. Fue descubierta por el botánico francés Augustin Saint-Hilaire y su descripción fue publicada en 1824. En 1842 en Guyana otro ejemplar fue descrito dándosele el nombre de Drosera dentata hasta que la clasificación del botánico Friedrich Ludwig Emil Diels impusiera el primer nombre. Sus flores son rosadas. Como la burmannii es una planta anual.

## Taxonomía
El subgénero Thelocalyx fue descrito por Jules Emile Planchon en 1848 y se trasladó posteriormente al rango de subgénero en 1891 por Carl Georg Oscar Drude. Se trasladó posteriormente a rango de sección por Rüdiger Seine y Wilhelm Barthlott en 1994. En 1996, Jan Schlauer revisó la taxonomía de los infragenéricos y apoyó el rango subgenérico, citando el gineceo pentámero  y sugiriendo que las dos especies son relativamente primitivas en lo que respecta a otras especies del género.